# Plumularia warreni
Plumularia warreni är en nässeldjursart som beskrevs av Eberhard Stechow 1919. Plumularia warreni ingår i släktet Plumularia och familjen Plumulariidae. Inga underarter finns listade i Catalogue of Life.